# フォース・インディア VJM08
フォース・インディア VJM08 (Force India VJM08) は、フォース・インディアが2015年のF1世界選手権参戦用に開発したフォーミュラ1カー。

## 概要
2015年1月21日、今年22年ぶりにF1が開催されるメキシコで発表された。
カラーリングはVJM07までのインド国旗を模したカラーリングから、黒とシルバーがメインとなった。
この時点ではノーズとカラーリングが刷新されたのみである。